# Преглед на художествената самодейност
Прегледите на художествената самодейност, някои наричани фестивали на художествената самодейност, са система от фестивали на любителски групи в изпълнителските изкуства, провеждани в България от 1946 година.
Първите прегледи са проведени през 1946 година в Плевен и Пловдив и представляват състезания между танцови групи, наричани по това време „агитки“. През 1947 година е проведен национален преглед на младежката художествена самодейност в София. През следващите години е изградена йерархична система от общински, окръжни и национални прегледи на самодейни групи разпределени по организации (читалищни, профсъюзни, ученически, студентски, армейски) и жанрове (музикални, танцови, оперни, оперетни, естрадни). Прегледите имат конкурсен характер, като представителите се добре изпълнители преминават на по-горно ниво, евентуално достигайки до републикански преглед. Републиканските прегледи на художествената самодейност завършват на всеки 5 години от 1959 година.